# R38 (飛行船)
| 1921年6月23日、初飛行するR38（ZR-2） |                                                                     |
| 艦歴                                 |                                                                     |
| 発注                                 | 1918年                                                              |
| 起工                                 | 1919年2月                                                           |
| 初飛行                               | 1921年6月23日                                                       |
| 就役                                 | （未就役）                                                          |
| 最終状態                             | 1921年8月23日、空中で崩壊して墜落                                   |
| 性能諸元                             |                                                                     |
| 重量                                 |                                                                     |
| 容積                                 | 77,000 m3                                                           |
| 全長                                 | 212 m （695 ft）                                                    |
| 直径                                 |                                                                     |
| 全高                                 |                                                                     |
| 機関:                                | サンビーム・コザックIII 350 hp ×6                                   |
| 最高速度                             | 114 km/h                                                            |
| 航続力                               | 144時間                                                             |
| 上昇限度                             | 6,700 m                                                             |
| 武装（計画）                         | 1ポンド砲 ×1（上部） 連装機銃 ×12 520ポンド爆弾 ×4 230ポンド爆弾 ×8 |
| 乗員                                 |                                                                     |

R38は、第一次世界大戦の最後の数か月の時点でイギリス海軍のために建造された硬式飛行船。本機は北海での哨戒任務にあたることを想定していた。アメリカ海軍が購入することになっていたが、引き渡し前の試験飛行中に墜落した。
イギリス海軍本部はそもそも「R38級」（または「A級」）としてR38・R39・R40・R41の4隻を発注していたが、ドイツとの休戦によりR39以降の3隻はキャンセルされ、1番船のR38のみ、アメリカ海軍が購入の意思を示したため建造が続けられた。初飛行は1921年に行われ、その時点で世界最大の飛行船であった。アメリカ海軍での呼称「ZR-2」が書かれた本船は4回の試験飛行を完了し、最終的な試験を兼ねたレイクハーストへの移動飛行を待つばかりだったが、1921年8月23日、ハル市の上空を飛行中、構造の欠陥が原因で破壊され、ハンバー川に墜落した。49人の乗員のうち死者は44人にのぼった。この犠牲者数は有名なヒンデンブルク号爆発事故よりも多い。

## 設計と開発
R38級は1918年6月に海軍本部が提示した「基地から300マイル以上の距離を6日間にわたって哨戒し、22,000フィートまで上昇できる飛行船」という要求に応えて設計されたものであり、偵察任務のほかにも、水上船舶の護衛任務のために大きな武器搭載量が設定されていた。R38の契約はショート・ブラザーズが獲得し、さらに同型3隻の追加発注が行われた。R38の建造は1919年2月、ベッドフォードシャー州カーディントンで開始された。既存のハンガーの中で建造を進めるために、オリジナルの設計へのいくつかの変更が余儀なくされた。動力用ゴンドラのうち2基は高さを節約するために船体構造の側面に移され、また気嚢の数も16個から14個まで減らされて、併せて船体外周のリングの数も減らされた。
1919年後半になって、平和時における経済の原則に従い、いくつかの飛行船の注文がキャンセルされ、それにはまだ建造に着手されていないR38級の3隻（R39、R40、R41）も含まれていた。削減の対象は拡大され、建造中のR38もキャンセルされそうになったが、実行される前の10月、プロジェクトごとアメリカに売却されることになった。
アメリカ海軍は艦隊に硬式飛行船を加えることを意図し、当初、戦争賠償の一部としてドイツのツェッペリン飛行船を数隻獲得する予定であったが、それらは1919年にドイツの乗員の手で故意に破壊されてしまった。アメリカは新しい飛行船の（ドイツの費用負担による）建造をツェッペリンに求めるとともに、それに付随して自らも1隻を建造する予定だった。R38のキャンセルのニュースを知ったアメリカはその購入を計画し、調査を行った。結局、1919年10月に2,000,000ドルで購入するという合意が成立し、飛行船の建造は再開された。係留塔への係留装置を船首に取り付ける修正が行われ、その1トンの重さを釣り合わせるために尾部にバラストが追加された。この修正は、重量軽減を図った設計を施したこの飛行船の、縦方向の強度に悪影響を与えるものだった。ドイツは戦争の終わり頃に軽量の高高度飛行船を建造していたが、その一つであるL 70は1918年8月に撃墜され、その船体の一部をイギリスは北海から回収していた。しかしイギリスでは、そのタイプのツェッペリン飛行船について、その軽量構造の故に、機動、特に急激な方向転換が制限されていたことには気づいていなかった。

## 運用歴

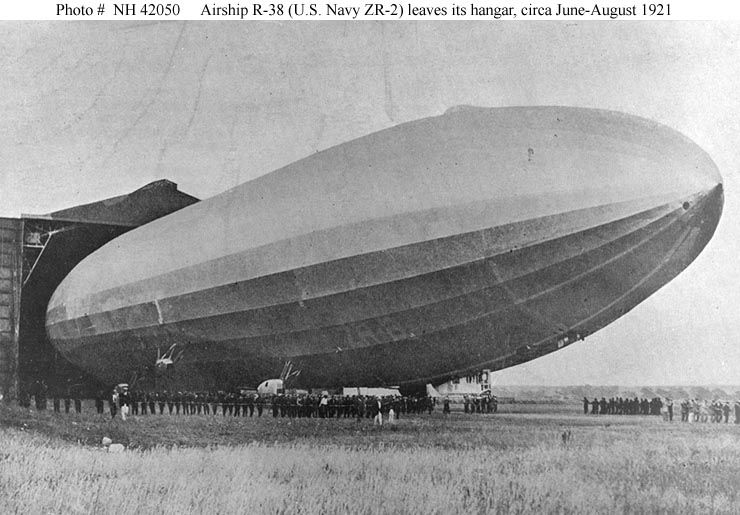
試験のために格納庫から引き出されるR38（ZR-2）。
上部の砲座が見て取れる。（写真提供:アメリカ海軍歴史センター）

R38は1921年6月23日、アメリカ仕様への完全な転換が行われる予定のハウデンまでの初飛行を行った。登録上はR38だったが、すでにアメリカのZR-2としての塗装が施されていた。方向舵と昇降舵に若干の修正を加えた後、7月17日、2回目の試験飛行として、耐空性試験と受領試験のためにヨークシャー州イーストライディングのハウデンまで飛行した。バランス調整された舵面のテストがこのとき行われたが、激しいピッチングを記録することとなった。ハウデンの格納庫での構造検査の結果、いくつかの桁構造に損傷がみられた。損傷のあったものは交換され、それ以外は強化されたが、ハウデン基地の経験豊かな指揮官であるE・M・メイトランド空軍准将は、設計への疑念を募らせていた。
悪天候の期間がしばらく続いた後の8月23日早朝、R38はようやく外に引き出され4回目の飛行に臨んだ。目的地はノーフォーク州パラム・マーケットで、そこではハウデンには無い係留塔に係留することになっていた。しかし結局、雲高が低かったため係留することはできず、R38はいくつかの高速試験を行いつつ、ハウデンに戻るべく一旦海上に出た。速度試験は成功したが、まだ日没までには時間があったため、大西洋横断の際に予想される悪天候を想定した低空での方向舵の試験を行うことになった。17時37分、ハル市の上空で15度の方向舵角が試された。その時の目撃者は、胴体外皮の下に皺が発生し、両端が落下したと報告している。その後、船首で火災が発生し、大きな爆発が起きて、地上の広い地域の窓ガラスが割れた。飛行船は崩壊し、ハンバー河口の浅瀬に墜落した。17人のアメリカ人乗員のうち16人と、イギリス人乗員32人のうちの28人が死亡した。生き残った5人はいずれも尾部にいた者であった。ヨークシャー州ハルには記念碑が建てられた。

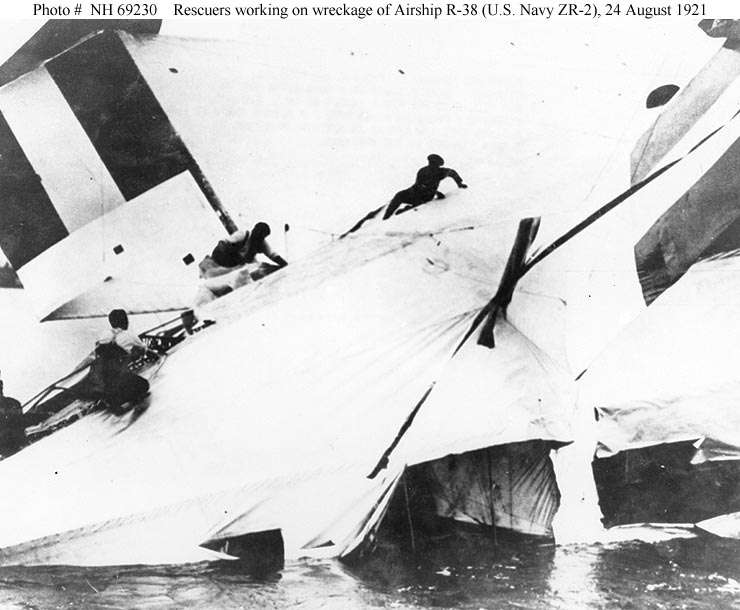
R38の残骸での救出作業（1921年8月24日）

この事故の調査委員会は、空気力学的ストレスについて余裕のない設計であったこと、そして、通常の飛行では生じないような荷重をかけた試験が行われていなかったことが原因であると結論付け、機動操作の影響が船体を弱めたものであるとした。事故調査委員会の任務には責任追及は含まれておらず、誰にも責任が帰されることはなかった。

## 参考資料
- Airshipsonline. 2006. Airshipsonline - Airship Heritage Trust: R38, last accessed 2008-06-28
- Althof, William F. 2004. USS Los Angeles: The Navy's Venerable Airship and Aviation Technology. ISBN 1-57488-620-7. Brassey's. page 4. Google books extract
- Department of the Navy -- Naval Historical Center. 2003-2004. British Aircraft--Airship R-38 - ウェイバックマシン（2003年1月22日アーカイブ分） , last accessed 2008-06-28
- Robinson, Douglas H., and Charles L. Keller. "Up Ship!": U.S. Navy Rigid Airships 1919-1935. Annapolis, Maryland: Naval Institute Press, 1982. ISBN 0-87021-738-0
- Manfred Griehl and Joachim Dressel, Zeppelin! The German Airship Story, 1990 ISBN 1-85409-045-3
- T W Jamison, Icarus over the Humber, Lampada Press, 1994 ISBN 1-873811-03-9
- Ces Mowthorpe, Battlebags: British Airships of the First World War, 1995 ISBN 0-905778-13-8
- Lord Ventry and Eugene Kolesnik, Jane's Pocket Book 7 - Airship Development, 1976 ISBN 0-356-04656-7
- Lord Ventry and Eugene Kolesnik, Airship saga: The history of airships seen through the eyes of the men who designed, built, and flew them , 1982, ISBN 0-7137-1001-2
- BBC Humber article on the R38 disaster